# Saffres
Saffres é uma comuna francesa na região administrativa da Borgonha-Franco-Condado, no departamento de Côte-d'Or. Estende-se por uma área de 12,78 km². Em 2010 a comuna tinha 116 habitantes (densidade: 9,1 hab./km²).